# Chapelle de la Visitation du Mans
Pour les articles homonymes, voir Couvent de la Visitation, Chapelle de la Visitation et Église de la Visitation.
L'église de la Visitation est un édifice religieux situé dans le centre-ville du Mans. Elle est située sur la place de la République, point central de la ville. L'église a autrefois dépendu du couvent des Visitandines, actuellement situé juste derrière l'édifice. Un problème se pose quant à son appellation. Les livres d'histoire et la ville nomment le monument église de la Visitation tandis que le diocèse du Mans la répertorie comme Chapelle de la Visitation.

## Style général et fonctions diverses
L'église fut fondée en 1634 et dépendait à son origine de l'ancien couvent des Visitandines. Ce dernier fut longtemps occupé durant le XXe siècle par le Palais de justice, avant qu'un nouveau ne soit créé au début des années 1990 et par la maison d'arrêt, avant que celle-ci soit transférée à Coulaines. L'intérieur est de style Régence avec une vaste coupole centrale répandant sa clarté sur deux brefs transepts ornés en style Louis XV. La grande lanterne visible de l'extérieur est une sorte de grand casque abritant une quinzaine de petites cloches. L’intérieur de l’édifice est extrêmement clair du fait de sa coupole comprenant de nombreux ornements. Son plan suit une croix latine d’environ 30 mètres sur 16 alors qu’un dôme de style XVIIIe s’élève à quelque 40 mètres au-dessus du niveau de la rue. La nef est éclairée de quatre grandes fenêtres tandis qu’elle se divise en quatre grandes travées à voûtes d’arête. L’escalier actuel a été construit au début des années 1860 par Denis Darcy, afin de convenir au dénivelé de trois mètres apparu lors du percement de la rue Gambetta.

## Histoire

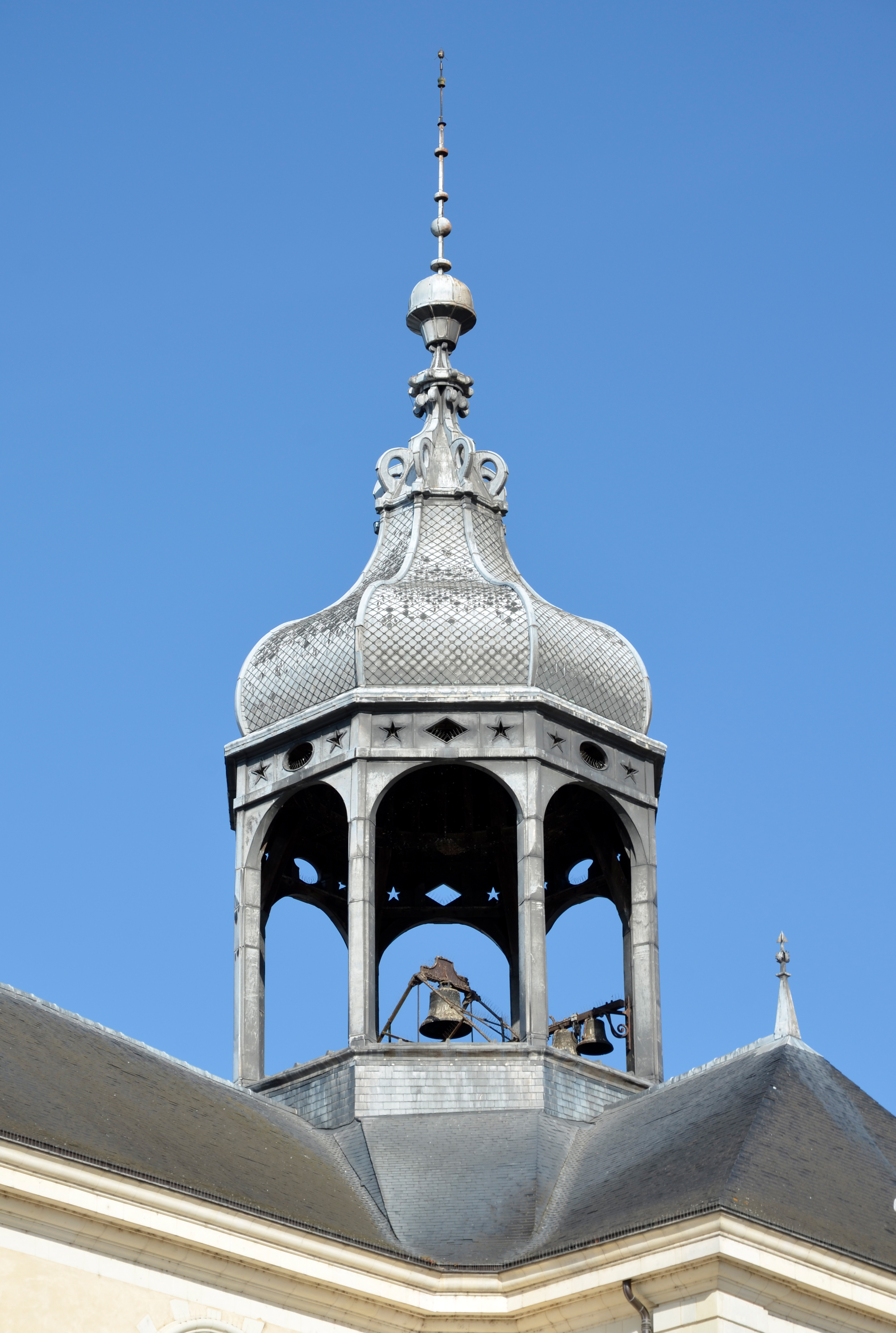
Campanile de la chapelle visible depuis la Place de la République.

L’ensemble de la Visitation est dû à la fille du général de Tessé : Mme de la Ferrière. C’est en 1632 qu’elle lance le projet, soucieuse de fonder dans la ville un établissement pour jeunes filles afin de les faire « entrer en religion ». Elle lègue de ses propres deniers, 20 000 livres aux religieuses de la congrégation de Sainte-Marie de la Visitation. Dès l’année suivante, elle reçoit l’accord de la ville ainsi que la bénédiction de l’évêque, Charles de Beaumanoir de Lavardin, l’année suivante. La construction est rapide, la chapelle servira jusqu’en 1737. La construction de l’ensemble dure sept mois. Après coup, on la jugera trop rapide, notamment parce que dès le milieu du XVIIe, l’intégralité des bâtiments menace déjà de s’écrouler. Un incendie se déclare en 1662, ce qui aggrave la situation. Puis le tremblement de terre du 6 octobre 1711 achève de fragiliser durablement les fondations. Le 23 août 1713, l'évêque Pierre Rogier du Crévy s'adresse à la sœur Anne-Victoire Pillon (Le Mans 1663-1751), "dûment informé des services et des secours que la maison peut recevoir de [son] application et de [ses] soins dans l'exécution de ce dessein". De retour de mission en 1714, elle s’attèle à la tâche et devient "le gouvernail de la reconstruction" en y exerçant ses talents d'architecte et de décoratrice. Sous sa direction, la reconstruction du corps de logis, qui abritera par la suite le palais de Justice, est entreprise dès le 6 juin 1714. Vers 1730, la mère supérieure Louise-Angélique de Balincourt confie à Anne-Victoire Pillon la construction de la nouvelle église, qui ne sera consacrée que le 22 mars 1737. En 1792, les 33 religieuses restées dans le couvent, sont expulsées et enfermées dans la prison voisine des Ursulines. L’enclos et le jardin sont vendus comme biens nationaux. En 1793, les bâtiments conventuels sont transformés en prison, en l'an II, on y dépose la guillotine, et en l'an V (1797), les tribunaux civils et criminels s'y installent. 
Si l’église est rendue au culte dès 1804, les autres bâtiments resteront affectés comme tribunal et comme prison jusqu'à leur déménagement respectif dans les années 1990 et en janvier 2010. 
En 1858, l'église est remise par le Département à la Ville du Mans avant d'être restaurée entre 1861 et 1865 par l'architecte Darcy. Elle a été classée parmi les monuments historiques le 6 mars 1906. 
La pièce la plus impressionnante demeure la chapelle ou église, unique monument de la ville de style Louis XV.